# 山沢栄子
山沢 栄子（やまざわ えいこ、1899年2月19日 - 1995年7月16日）は、大阪市出身の写真家。
女性写真家のパイオニアであり、関西を拠点にポートレートや広告写真の分野で活躍した。1960年以降は抽象的な形態のモティーフを組み合わせた「What I'm doing」のシリーズを制作した。「What I'm doing」のシリーズは大阪市中之島美術館に収蔵されている。

## 来歴
14歳から写真を始め、1918年女子美術学校（現・女子美術大学）日本画科選科卒業。1926年カリフォルニア・スクール・オブ・ファイン・アーツ（後のサンフランシスコ芸術大学）に留学し油絵を学ぶ。その間、写真家コンソエロ・カネガの助手として、本格的に写真を学ぶ。1929年帰国。1931年、大阪堂島ビルにポートレイトスタジオを開設。1935年そごう百貨店内の3Fのスタジオに移転。1938年には心斎橋筋の山沢栄子写真場を開設した。顧客にはサントリーの佐治敬三や建築家の村野藤吾など大阪の多くの文化人、経済人がいた。
1943年に新劇女優・山本安英を知り、舞台扮装写真を撮影始めた。戦争中より終戦まで約3年間東京及び信州において山本安英の勉強会に出席し舞台写真の撮り方を研究する。(戦争中は長野県に疎開）。
1945年スタジオを戦災で焼失。浜地病院に身を寄せた。翌年に京都の進駐軍P.X.スタジオを担当した。
1950年、山沢写真研究会開設。商業写真を始めた。1952年商業写真山沢スタジオを大阪そごう百貨店屋上に設立。1955年ニューヨークにいき、27年ぶりにコンソエロ・カネガと再会。同年、大阪府芸術賞を受賞。
1960年に営業写真家としての仕事を辞め、念願だった表現としての写真制作に専念した。1965年、半年間、ヨーロッパ、アメリカに撮影旅行。1968年神戸にスタジオ移転。1970-80年代にかけて「私の現代」と題した個展を多数開催した。晩年の1980年代には抽象絵画のような写真作品を制作した。
1977年日本写真家協会功労賞受賞。1980年神戸市文化賞受賞。1982年昭和62年度日本文化デザイン会議賞受賞。
1994年に伊丹市立美術館で回顧展を開催した。2019年に生誕120年を記念した回顧展、山沢栄子「私の現代」が西宮市大谷記念美術館で開催され、東京都写真美術館に巡回した。

## 出版
- 1962年 - 山沢栄子写真集「遠近」
- 1982年 - 山沢栄子写真集「私の現代・2」
- 1986年 - 山沢栄子写真集「私の現代・3」
- 2019年 - 山沢栄子「私の現代」[5]赤々舎

## グループ展
- 1998年"An Incomplete History: Women Photographers from Japan、1864-1997", VISUAL STUDIES WORKSHOPなど、アメリカ巡回
- 2000年「ヴィーナスたちの100年ー女子美術大学創立100周年記念展」日本橋三越本店7階ギャラリー、東京
- 2001年「奔る女たちー女性画家の戦前・戦後1930ー1950年代」栃木県立美術館
- 2005年「What I’m doing—山沢栄子・赤崎みま」[1]サードギャラリーAya。
- 2008年「PHOTO＋GRAPH展　光の描画」女子美アートミュージアムなど、東京を巡回